# Bon et à savoir
Bon et à savoir est une émission de télévision française culinaire diffusée sur M6 du 6 septembre 2008 au 2 janvier 2010 et présentée par Christian Etchebest.

## Principe
L'émission est présentée par Christian Etchebest.
Ce magazine culinaire était diffusée le samedi à 20h05.

## Arrêt
La dernière émission de Bon et à savoir a été diffusée le 2 janvier 2010.
À compter du samedi 9 janvier 2010, l'émission est remplacée par une nouvelle émission présentée par Cyril Lignac, M.I.A.M : Mon Invitation À Manger. 